# 安庫金卡河
安庫金卡河是俄羅斯的河流，由薩哈共和國負責管轄，河道全長123公里，流域面積約1,380平方公里，河水主要來自融雪和雨水，最終注入科雷馬河。